# Bernard Martin (ambientòleg)
Bernard Martin   (Petty Harbour, 1954) és un pescador i ecologista canadenc. Ha guanyat el Premi Mediambiental Goldman el 1999.

## Biografia
Martin va néixer i es va criar en una família de pescadors a Petty Harbor, Terranova i Labrador (Canadà). Continua amb les pràctiques tradicionals de pesca de bacallà de la seva família com a pescador de quarta generació.

## Moratòria de pesca del bacallà
La pesca del bacallà va ser una forma de vida a Terranova durant segles, però després de la Segona Guerra Mundial, la sobrepesca comercial i els factors ambientals van començar a cobrar un gran preu, amb poblacions en fort declivi. Martin i uns altres pescadors costaners van notar la disminució de les seves captures i van alertar els funcionaris de govern sobre la situació. Esperaven que la reducció preventiva de les quotes de bacallà pogués frenar la disminució. Van anar tan lluny com per crear una zona de pesca protegida al voltant de Petty Harbour-Maddox Cove i van formar una cooperativa de pescadors el 1983 per prendre el control de la indústria local. No obstant això, les pesqueres d'alta mar a gran escala van trigar molt més a reconèixer la desacceleració i van continuar pescant, el que finalment va conduir a el col·lapse de la indústria. Els equips de pesca moderns, com les xarxes de tremall de fons de monofilament, són particularment durs per als ecosistemes marins. Martin i uns altres van continuar advertint als funcionaris de govern que això no era sostenible.
El 1992, el govern canadenc va prohibir la pesca comercial de bacallà amb l'esperança que augmentessin les poblacions de peixos. Després de la moratòria sobre la pesca comercial, Martin va comentar que molts encara complementaven les seves dietes a través de la pesca recreativa, però això també va ser prohibit el 1994. Entre la pèrdua d'ingressos i la necessitat de reemplaçar el valor nutricional del bacallà amb articles comestibles addicionals, molts a Terranova van tenir dificultats financeres. Martin, encara que conscient de la importància ambiental de la prohibició, es va sentir decebut per la prohibició de la pesca recreativa, ja que va obligar les famílies i comunitats a abandonar hàbits que abasten generacions per un nou estil de vida.

## Treball mediambiental i premi

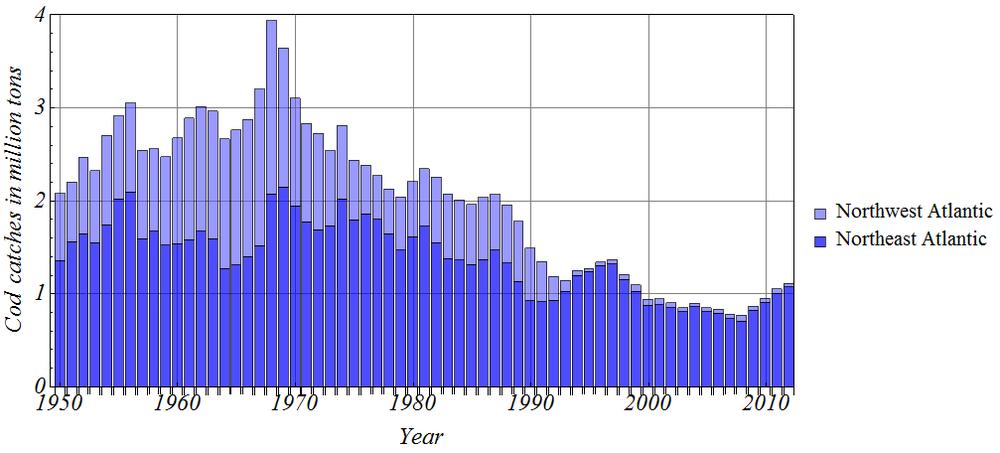
Captura de bacallà del nord-est i del nord-oest de l’Atlàntic (1950-2012)

Abans i després de la moratòria, Martin es va proposar donar a conèixer la seva experiència i la mala gestió de la indústria del bacallà amb l'esperança que altres ecosistemes marins poguessin conservar-se millor. Va compartir les lliçons apreses a Alaska, Nicaragua, Nova Zelanda i Eritrea. També va establir analogies entre la sobrepesca de bacallà i la tala de boscos primaris de la costa oest. Va ser detingut a prop de Clayoquot Sound per participar en un bloqueig contra les tales el 1993.
Va ajudar a fundar Fishers Organized for the Revitalization of Communities and Ecosystems (FORCE), que va comptar amb el suport de les Nacions Unides. També va treballar en l'enquesta Sentinel per estudiar les poblacions de bacallà i si la devastació podria haver-se evitat. Va actuar com a coordinador del Caucus Oceans de Terranova i Labrador durant un any. Ha criticat obertament l'ús de xarxes d'arrossegament.
Martin va rebre el Premi Mediambiental Goldman el 1999 després de ser nominat pel Sierra Club Canada en reconeixement de la seva defensa per salvar la indústria del bacallà de la sobrepesca i les pràctiques comercials nocives com la pesca d'arrossegament. Tenia la intenció d'usar els diners del premi per pagar els deutes contrets per la prohibició, mantenir als seus quatre fills i contribuir a la caritat. Es va alegrar que la causa pogués guanyar credibilitat a través del seu premi.
A partir del 2012, el bacallà seguia sent escàs i els ambientòlegs van recomanar que es prenguessin mesures similars també a la Costa Est dels Estats Units malgrat les possibles repercussions econòmiques. Si bé els mariscs han reemplaçat al bacallà com a mercat principal, els pescadors canadencs tenen més cura de mantenir-se dins dels límits de captura recomanats per preservar poblacions saludables i sostenibles. El mateix Martin va passar a pescar crancs. És optimista que les poblacions de bacallà s'estiguin recuperant lentament.